# Bebé dame
«Bebé dame» es una canción de las bandas Fuerza Regida y Grupo Frontera. Fue escrita por Edgar Barrera, Miguel Armenta y Jesús Ortíz Paz, quienes también la produjeron junto a Jimmy Humilde. Fue lanzada el 16 de diciembre de 2022 como el tercer sencillo del sexto álbum de estudio Sigan hablando de Fuerza Regida. El lanzamiento fue a través de Rancho Humilde, Street Mob Records, BorderKid Records y distribuido por Sony Music Latin.
La canción es el mayor éxito de Fuerza Regida, ya que alcanzó la posición número 25 en la lista Billboard Hot 100 de Estados Unidos y recibió la certificaciones platino y oro por la AMPROFON en México. Fue nominada a un premio Juventud en 2023, en la categoría Mejor Colaboración Regional Mexicana.

## Anetecedentes
Después de que ambos grupos ya habían colaborado juntos en la exitosa canción «911 (En vivo)» un mes antes, lanzaron su segundo sencillo en colaboración, destinado a ser incluido en el sexto álbum de estudio de Fuerza Regida Sigan hablando (2022).

## Recepción

### Comentarios de la crítica
El sitio Monitor Latino publicó por el lanzamiento del sencillo: "Esta colaboración lo tiene todo: regional mexicano, cumbia, urbano y a dos agrupaciones que la están rompiendo en redes sociales y plataformas de streaming." Y en abril, nombró a la canción como uno de los éxitos precursores que dieron inicio a los logros globales que el regional mexicano alcanzó en 2023.

### Desempeño comercial
La canción debutó en la lista Hot Latin Songs la semana del 31 de diciembre en la posición 19. La semana del 7 de enero de 2023 en la lista Billboard Hot 100 en la posición 91, siendo esta su primera entrada en la lista. El debut en listas e incremento de reproducciones en plataformas musicales, se dio gracias a que el audio de la canción se hizo tendencia en la red social TikTok, usándose más 70 mil veces en videos en sus primeras semanas de estreno.

## Posicionamiento en listas
| Lista (2023)                  | Mejor posición |
| ----------------------------- | -------------- |
| Bolivia (Bolivia Songs)       | 3              |
| Costa Rica (Monitor Latino)   | 3              |
| Ecuador (Ecuador Songs)       | 25             |
| E.E. U.U. (Billboard Hot 100) | 25             |
| E.E. U.U. (Hot Latin Songs)   | 1              |
| El Salvador (Monitor Latino)  | 6              |
| Global (Billboard Global 200) | 17             |
| Guatemala (Monitor Latino)    | 4              |
| México (Mexico Songs)         | 1              |

## Certificaciones
| País   | Organismo certificador | Certificación      | Ventas certificadas | Ref.   |
| ------ | ---------------------- | ------------------ | ------------------- | ------ |
| México | AMPROFON               | diamante + platino | 840 000             | [ 19 ] |